# Wanda Landowska

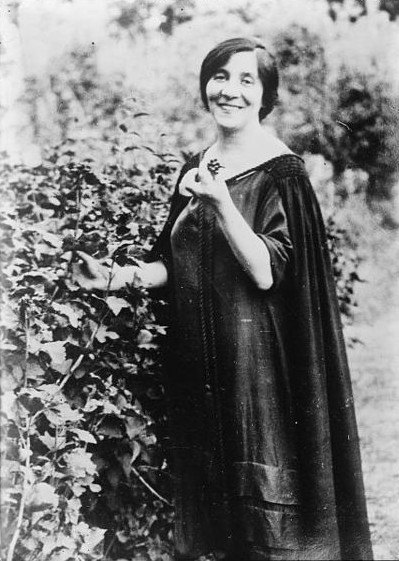

Wanda Landowska (Varsóvia, 5 de julho de 1879 — Lakeville, 16 de agosto de 1959) foi uma músicista, musicóloga e cravista polaca cujas apresentações, ensino, gravações e escritos desempenharam um papel importante no reavivamento do instrumento no início do século 20. Foi a primeira a gravar ao cravo (1931) as Variações Goldberg de Bach.
Landowska nasceu em Varsóvia, onde seu pai era advogado e sua mãe era lingüista que traduziu Mark Twain. Ela começou aos 4 anos tocando piano e estudou no Conservatório de Varsóvia com Kleczynski e Michalowski. Estudou também composição com Heinrich Urban em Berlim. Depois de se casar em 1900, em Paris, com o folclorista polonês Henry Lew, passou a ensinar piano na Schola Cantorum (1900-1912).
Mais tarde, ensinou cravo em Berlim, na Hochschule für Musik (1912-1919). Profundamente interessada em musicologia e particularmente nas obras de Bach, Couperin e Rameau, visitou os museus da Europa procurando instrumentos de tecla originais. Adquiriu instrumentos antigos e novos, fabricados conforme suas instruções por Pleyel and Company. Estes eram instrumentos grandes, pesados, com 16 pedais com muitas características herdadas da construção de pianos.
Várias obras novas, importantes, foram escritas para ela: El retablo de maese Pedro de Manuel de Falla marcou o retorno do cravo à orquestra moderna. Mais Tarde, Falla escreveu para ela um concerto para cravo e Francis Poulenc compôs para ela seu Concert champêtre.
Criou a École de Musique Ancienne em Paris, em 1925: a partir de 1927, sua casa em Saint-Leu se tornou um centro de execução e estudo de música antiga. Quando a Alemanha invadiu a França, Landowska, judia, cidadã francesa naturalizada escapou com sua assistente e companheira Denise Restout, deixando Saint-Leu em 1940, ocultando-se no sul da França e, finalmente, navegando de Lisboa aos Estados Unidos. Chegou a Nova Iorque em 7 de dezembro de 1941. Sua casa em Saint-Leu foi saqueada e seus instrumentos e manuscritos foram roubados. Chegou assim sem quaisquer bens aos Estados Unidos. Em 1949 estabeleceu-se em Lakeville (Connecticut) e trabalhou como concertista e professora, fazendo várias turnês pelos Estados Unidos. Sua  companheira, Denise Restout foi editora e tradutora de seus escritos sobre música, inclusive Musique ancienne e Landowska on Music.